# 三川町
三川町（日语：／ Mikawa machi */?）是位於日本山形縣西北部的町，地處庄内平原的中心位置。西邊隔著庄内沙丘與日本海相望，赤川由南往北流經城鎮中心，並在西邊注入日本海。町名源自於流經境內的赤川、藤島川與大山川。因國道7號與其他主要縣道通過境內，讓當地前往庄内機場等地相當便利，使三川町成為庄内地方的交通要地之一。

## 地理
三川町的地形由赤川沖積而成，海拔為5至10公尺不等。西部的大山川和青龍寺川在町内匯入赤川，流經東部邊界的藤島川與京田川則往北注入最上川。

### 氣候
三川町在氣候上屬於日本海側氣候，因日本海影響故日溫差較小。根據統計。1981年至2020年三川町的年均溫約為12.6度，年均降雨量則為1892.4毫米。全年風向多為東南風或西北風，冬季受到強烈的西北季風吹拂，一年之中則約90天的日子風速超過每秒10公尺，是日本國內風勢強勁的地區之一。

## 歷史
昭和28年(1953年)公布町村合併促進法後，昭和30年(1955年)1月1日，東田川郡的横山村、押切村，以及西田川郡的東鄉村合併成東田川郡三川村。昭和43年(1968年)6月1日，三川村實施町制，形成今日的三川町。

## 交通

### 航運
當地透過山形縣道33號庄内空港立川線與庄内機場連接。

### 鐵路
境內沒有鐵路通過，距離三川町最近的火車站是JR東日本羽越本線的西袋站、藤島站與鶴岡站。

### 道路
- 一般國道
  - 國道7號
- 都道府縣道
  - 山形縣道33號庄内空港立川線